# 聖弗蘭西斯科 (巴拿馬區)

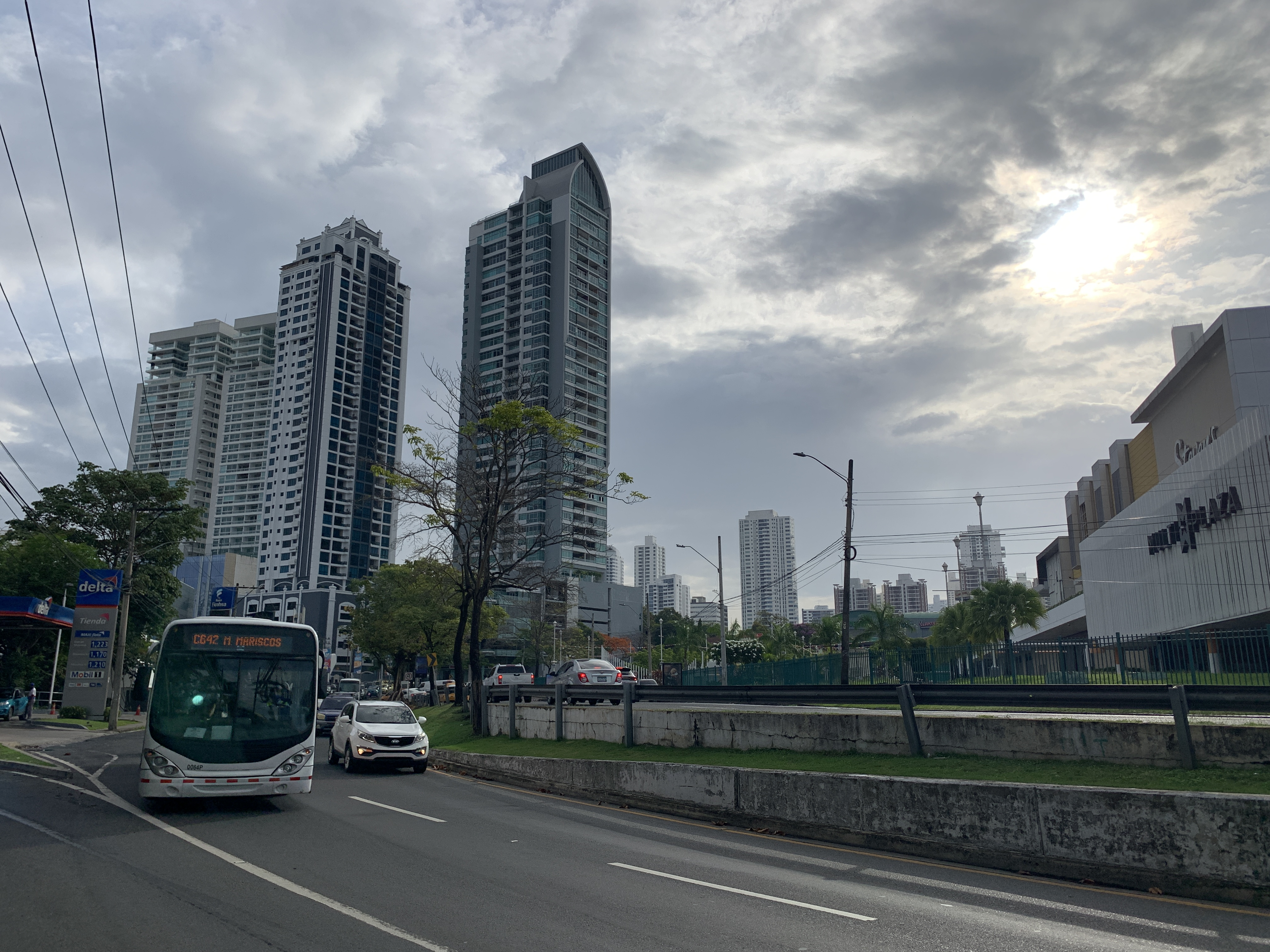
聖弗蘭西斯科

聖弗蘭西斯科（西班牙語：San Francisco），是巴拿馬的城鎮，位於該國中東部，由巴拿馬省的巴拿馬區負責管轄，面積5.6平方公里，2010年人口43,939，人口密度每平方公里7,864.3人。